# Runrig
Runrig fue un grupo británico de música rock con toques de música celta tradicional. Cantaban en inglés y en gaélico escocés.

## Historia

### Primera Parte
La en origen Banda de Baile Runrig, debutó como tal en el Glasgow Kelvin Hall en 1973. La formaban Rory MacDonald a la guitarra, Calum MacDonald a la batería y Blair Douglas al acordeón.
Donnie Munro se unió al año siguiente para darle más aporte vocal. Más tarde Blair se fue y se les unió como acordeonista un viejo amigo de la escuela, Robert MacDonald, quien falleció tristemente en 1986, tras una larga batalla contra el cáncer.
Hasta 1978 la banda había sido una ocupación parcial de estudiantes y fue en este formato como se grabó su primer álbum Play Gaelic en la discográfica escocesa Limor Recordigns.
Tras este primer paso sintieron que podrían y debían llevar adelante su propia discográfica para dotarles de libertad artística y financiera para grabar su más ambicioso segundo álbum. 
Eran tiempos de gran riesgo y retos, si bien ciertamente estos han rodeado toda la historia de Runrig. Ridge Records culminó con éxito y dotó a la banda de estatus profesional completo. Malcom fue persuadido para abandonar una brillante carrera universitaria, Rory diseñador gráfico, realizó su última obra maestra para las agencias publicitarias y Donnie and Calum, profesores, ya no podían salir de las clases lo suficientemente rápido como deseaban.
En 1979 entraron en el estudio y grabaron The HighLand Connection.
El sonido de la banda iba enriqueciéndose y había necesidad de extender sus parámetros musicales. Reforzaron la sección rítmica con la unión de un “Fifer” (fife:tipo de flauta), Iain Bayne, haciéndose cargo de la batería, pasando Calum a la percusión. Esta fue la formación que grabó el clásico Recovery en 1981.
Recovery fue un álbum conceptual, tratando de la historia social del Gaélico y les introdujo en la lucha por el idioma y culturas Gaélicos, parte de la cual la banda siempre ha sido. Es desde este ambiente desde el que el núcleo de la banda ha hecho su razón de ser musical, física, emocional y espiritual.
Tras Recovery, la banda sintió la necesidad de extender sus alas desde las Tierras Altas Gaélicas para alcanzar más vastas audiencias que parecían tener interés a su música.
Aunque ciertamente, como banda de Folk, sus canciones reflejaban la tradición, era gratificante alcanzar a nuevas audiencias que se interesaban por la música de la banda. Parecía ahora que el Gaélico podía cruzar y ser aceptado por un entorno totalmente diferente.
Una vez más se dio la necesidad de extender sus parámetros musicales, para entonces convertidos ya en sexteto, empleando los servicios de un inglés, Richard Chern a los teclados, Tenían el dilema de permanecer en Ridge Records o salir en busca de contratos mayores.
Iniciaron, pues, este último camino pero no fue el momento adecuado y la compañía de grabación en cuestión no resultó ser lo más adecuado para la banda. Así experimentaron plenamente la hegemonía de los dictados comerciales sobre los artísticos con una compañía londinesa.
Finalmente la banda volvió a Ridge Records pero solo tras un prolongado retraso, tras el cual, en 1985, se grabó finalmente el 4.º álbum, Heartland. Richard se fue en 1986 para trabajar en el teatro y su vacante fue cogida por otro “Fifer”, el trabajador social ex BigCountry Peter Wishart; formación, la cual, perduró en la siguiente década. 
1987 fue claramente el año de la explosión. Los puntos más llamativos incluyen un exitoso viaje a Canadá, la primera salida al Telón de Acero para tocar en un festival en Berlín Este, un concierto en vivo emitido en ITV una colaboración con los recién erigidos reyes de Rock’n’Roll U2 en Murrayfield Stadium, Edimburgo y la publicación de The Cutter and the Clan.
El álbum fue un increíble éxito para el sello Ridge, llevando a Runrig de la industria rural al ámbito nacional. Era tiempo de firmar con una de las compañías de discos en auge que más interés había mostrado por el grupo; Chrysalis Records con su carácter de independencia e integridad musical se convirtió en compañera inseparable. En el verano de 1987 firmó un importante contrato internacional con la banda y se convirtió en la estrella de un total acercamiento a su vida y trabajo.
The Cutter and the Clan fue inmediatamente reeditado con Chrysalis seguido rápidamente por el largamente esperado Once in a Lifetime. 1989 vio la publicación de Searchlight, el cual entró directamente en le puesto 11.º de las listas nacionales, y tuvo su continuación con una gira internacional con 50 citas en Reino Unido y Europa, culminando en las Barrowlands Escocesas, con un concierto grabado por la STV para un futuro vídeo.
La nueva década se inició con un bombazo: apenas 30 escasos minutos tomados de la banda en la George Square de Glasgow bastaron para liderar el Show de Hogmanay en la BBC. La cadena STV realizó un documental de una hora grabado en los conciertos de las BarrowLands que emitió en mayo. La respuesta fue abrumadora. La centralita de STV entonces se saturó durante horas y el programa tuvo cifras de audiencia improcedentes para la cadena. En 1990 vio también la luz el EP Capture the Hearth, el cual entró directamente en las listas de sencillos con el número 49. La apertura en el Royal Concert Hall en Glasgow presentó la oportunidad de tocar en múltiples noches. El resultado fue de 5 conciertos con el cartel de “completo”. El esperado vídeo City of Lights fue publicado en noviembre, entrando en las listas nacionales con el número 7. Ese año se completó con el tour de Alba. Un año más ocupado de lo esperado, pero aún quedaba más por venir.

### Segunda Parte
Hay años llenos de trabajo y años “a tope”, y así fue 1991. Listar todos los eventos no sería suficiente para relatar todo el trabajo de todos aquellos conectados con la banda sino solo una ligera idea.
El octavo y más exitoso álbum, The Big Wheel, entró directamente en las Listas Nacionales en el puesto 4.º. El concierto al aire libre en el Balloch Country Park en Loch Lomond, seguido por 50,000 personas fue una inmejorable ocasión para probar la sin duda brillante carrera de Runrig. El tour de las HighLands y las Islas les llevó de nuevo a casa con una gigantesca carpa. El sencillo Hearthammer irrumpió en el Top 40 en el puesto 25. Dos conciertos más en la explanada del Castillo de Edimburgo atrajeron enorme interés de los medios, convirtiendo el Tour de The Big Wheel en internacional.
Otro sencillo, Flower of the West, fue publicado y el libro de Tom Morton Going Home, acabó el año en la cima, convirtiéndose inmediatamente en un best seller escocés.
1992 vio a Runrig trabajando duro en los estudios de nuevo así como un buen número de apariciones en festivales por toda Europa. Los fanes vieron 2 veces a la banda talonear a Génesis; primero Hockenheim, Alemania y de nuevo en Roundhay Park, Leeds. Los fanes del otro lado del Atlántico, en Canadá tuvieron la oportunidad de verles tocar en Toronto y Montreal, y pisaron Estados Unidos, por primera vez para filmar en Nueva York un documental para la STV titulado Air an Oir.
El 24 de agosto un nuevo video, Wheel in Motion, fue publicado con imágenes en vivo del memorable concierto de Loch Lomond, del concierto de las HighLands y las Islas, el Castillo de Edimburgo y otras citas por Europa a lo largo de 1991. Al mismo tiempo, continuaron trabajando en Air an Oir con Graeme Strong para la Televisión Escocesa. Esta película fue emitida en Año Nuevo, despidiendo justamente 1993 en la dirección correcta.
Noviembre de 1992 vio a Runring retornar a los estudios Castle Sound, en Pencaitland, para grabar su siguiente álbum que estaba completado para enero de 1993. El sencillo Wonderful, se publicó primero y a continuación el álbum Amazing Things. El mismo alcanzó la más alta posición nunca conseguida en la Listas, entrando en la Clasificación Gallup con el número 2, a solo un punto de la cima. Wonderful y el segundo sencillo Greatest Flame, fueron ambos reproducidos en el Top of the Pops debido a su éxito en las Listas.
El resto de 1993 se empleó en promocionar el álbum retornando al directo. El tour de Amazing Things fue el más exitoso hecho nunca y para el último show en Barrowlands el 22 de diciembre, la banda había tocado 99 conciertos. Visitaron por segunda vez los teatros de Alemania e Inglaterra amen de otras notables actuaciones en Irlanda, Londres y las Fleadh Escocesas.
Finlandia se convirtió en un nuevo territorio cuando tocaron en el Festival de Turku en agosto de vuelta a casa entraron de nuevo en el Top e iniciaron un pequeño tour por Castillos y Lienzos culminando con un agradable retorno a la explanada del Castillo de Edimburgo en septiembre. Un punto álgido del año de Amazing Things fue cuando el álbum ganó el galardón de mejor disco del año por el British Environment & Media.
Tras tomar un poco de aire y descansar, 1994 fue tomado como un año para apartarse un poco, escribir y planificar el nuevo álbum. Un álbum en vivo salió a la luz a finales de año y el siguiente álbum de estudio a principios de 1995. Para la grabación del álbum en directo la banda buscó sitios imaginativos al aire libre en los que tocar durante el verano, tales como Tarlair en el Nordeste de Escocia, Colonia en Alemania y 2 noches en el Castillo de Stirling cuyas actuaciones fueron cuidadosamente grabadas. La última noche del tour del Amazing Things fue también incluida.
Tras una breve visita a Canadá, Transmitting Live fue publicado en noviembre de 1994 y fue seguido por un tour escocés, culminado en diciembre con la transmisión en vivo en Hogmanay TV el show desde Princess Street Garden, en Edimburgo.
El nuevo año de 1995 vio a Runrig de nuevo en el entramado de las grabaciones. Tras un periodo de composición y ensayos, se recluyeron en los Studios Chapel de Lincolnshire para iniciar en abril la grabación de su siguiente disco. Las sesiones de Mara continuaron durante la primavera y el verano en los más cercanos estudios de Castle Sound, cerca de Edimburgo. En un pequeño interludio de las grabaciones, se publicó el sencillo Uhbal As Airde. Usándose como banda sonora de un anuncio televisivo de Carlsberg, atrajo la atención del gran público, consiguiendo el más alto puesto conseguido nunca de las listas de sencillos, el puesto 18.º y otra aparición en el Top of the Pops. El hecho más reconfortante del éxito de la canción fue el hecho que fue la primera canción Gaélica en hacer el puesto 20.º.
En junio una escapada del estudio fue aprovechada para tocar en una serie de festivales y conciertos en Europa. En particular, el primer gran concierto al aire libre ante 20 000 personas en Alemania en Loreley, a las riberas de Rhin. 
Antes de los conciertos europeos la banda tocó para Rod Steward en el Pittodrie Stadium en Aberdeen, y hacia el final de agosto, les llegó por sorpresa una invitación para talonear a los Rolling Stones, en Schuttorf, Alemania. Ese día fue particularmente significativo puesto que fueron requeridos para tocar 2 veces en la misma tarde, viajando posteriormente para hacer su propio concierto en Jubek, apoyados por Mike and the Mechanics, lo que requirió una cuidada planificación amen de un rápido vuelo en avión.
El nuevo álbum Mara fue publicado en otoño seguido otra mini gira por Europa y Reino Unido. El primer sencillo Things that Are entró en el Top 40 y volvió a su ya habitual puesto en el Tops of the Pops. El tour de Mara fue el más ambicioso hasta la fecha, a lo que a producción se refiere y para muchos de los fanes fueron los shows más fantásticos hechos nunca.
Culminado y aparcado el exitoso Mara todo el mundo pensaba que la banda estaba en una encrucijada y era tiempo de pensar en el futuro y en sus aspiraciones individuales y colectivas. Donnie cada vez más involucrado en la Política veía su cada vez más involucración en la misma como un proceso delante de Runrig.
Aunque todo el mundo lo suponía, nadie estaba lo suficientemente preparado para el anuncio de abandonar la banda en breve. La banda entró en el más dudoso y discontinuo periodo de su historia. No quería hacer ninguna declaración pública durante cierto período por si había cambio de planes y hasta que todo el mundo lo hubiera reflexionado lo suficiente. De alguna manera, todos creían que estaban ante el fin de la formación que Runrig había tenido desde 1986 y cuando pusieran una fecha sería una decisión consensuada por todos.
Mientras tanto la práctica del trabajo diario tenía que continuar. No importaba que vendría por delante. Estaban llegando al final de una era de la banda y junto con la compañía discográfica decidieron que era hora de lanzar un grandes éxitos: Best of Runrig.
Habría sido imposible para la banda decidir el listado final de canciones luego pensaron que sería mejor dejarlo en manos de los fanes, cosa que hicieron a través del club de fanes. Un fascinante ejercicio de mercado: un disco que era para los fanes decidido por ellos mismos. Long Distance fue publicado el 7 de octubre, entrando en el puesto 13 y dando pie a un largo y gustoso tour a lo largo del otoño de 1996 y la primavera de 1997, parando a tocar una vez más en el ya considerado como el mayor concierto callejero en Princess Street Garden, Edimburgo. El primer sencillo del álbum era una versión de Rhythm of My Heart de Rod Stewart, grabado hacia el final de las sesiones de Mara para una posible inclusión en el filme Loch Ness.
El último show de Long Distance fue en Bielefeld el 12 de marzo y de ahí todo el mundo retornó a su casa para poner en marcha sus aspiraciones individuales y relejar sus individualidades pospuestas. Donnie estaba fuera en la campaña de las Elecciones Generales, habiendo aceptado la nominación por el Partido Liberal donde tomó el segundo puesto de Charles Kennedy, quien casualmente era fan de Runrig.
Malcom se tomó un respiro de la música de Runrig para enfrascarse en proyectos propios mientras Rory y Calum disfrutaban del relativo lujo de trabajar con nuevo material sin la presión de fechas y objetivos específicos.Todos estaban esperando hasta que se celebraran las Elecciones Generales y se hiciera público el futuro de Donnie y la banda sintió que los primeros en ser informados debían ser los fanes y así lo hicieron a través de la revista de su club de fanes. 
Desafortunadamente con todo el interés en la prensa que había acumulado Donnie durante la campaña electoral, los medios desbordaron de especulaciones y rumores y eventualmente el Castillo Aberdeen no tuvo otra opción que bajar la verja para refugiarse del acoso mediático y se hizo público.
Eran tiempos prácticos. La salida de Donnie tenía que marcar de alguna manera y todos estaban expectantes ante el largamente prometido concierto al aire libre en verano en Escocia. Stirling fue considerado como el sitio ideal, junto con una serie de conciertos para sus fanes europeos en Dinamarca y un par de noches para sus seguidores ingleses en Mánchester. El concierto de Stirling se alargó durante 3 noches y se añadió un concierto alemán de retorno a Tanzbrunnen, Colonia donde se grabó parte del álbum en vivo Transmitting. Los shows finales con Donnie fueron emocionantes para todos y fue la mejor manera de celebrar el final de una era en la existencia de la banda y para que Donnie diera su personal adiós.
La segunda noche fue grabada en vivo para su publicación en vídeo a finales del otoño y aunque fue muy popular no pudo capturar toda la emoción y el espíritu del show. El último show del sábado a la noche fue sin duda el más emocionante y significativo concierto de la banda hasta entonces. El invierno de 1997 llegó con la banda reducida a 5 miembros y con la ardua tarea de audicionar a cantantes para la nueva vacante creada con la gira anual de Navidades en puertas y sin nadie que les emocionara particularmente para la siguiente etapa del viaje.

### Tercera Parte
1998 fue el año que marcó el 25.º aniversario de la banda, y para celebrarlo la ocasión comenzaron a trabajar en un proyecto que muchos fanes habían estado pidiendo durante mucho tiempo. Una colección de temas Gaélicos en CD. Las grabaciones fueron recopiladas, remasterizadas digitalmente y publicadas en The Gaelic Colection con el sello Ridge Records en mayo.
La primera parte de 1998 fue empleada en más audiciones aunque con constante decepción y sin ningún resultado positivo, lo que supuso que la banda se percatara que los resultados positivos tardarían en llegar. Para entonces ya habían comenzado la grabación del siguiente álbum de estudio cuyo trabajo, desde su inicio parecía controlado y excitante. Tras todo el estrés y las dificultades de todos los involucrados en el mismo las cosas iban retornando poco a poco a la normalidad e iban encarando los cambios de manera positiva.
La larga búsqueda de un nuevo cantante llegaba por fin a su final y para mediados de julio la banda pudo anunciar que Bruce Guthro, de la isla Cape Breton, en Nueva Escocia, Canadá, iba a ser el nuevo miembro de Runrig. Bruce había llamado la atención de todos hacia el final del proceso de audición y tras oírle por primera vez supieron instantáneamente que tenían algo especial entre manos. La nueva era Runrig había comenzado. Bruce cruzó de nuevo el Atlántico para grabar 6 canciones del álbum y aunque no fuera publicado hasta marzo de 1999, los fanes estaban desesperando por oír la nueva formación en vivo. El primer concierto se confirmó para ser en el Tonder Music Festival en Dinamarca a finales de agosto, en una corta aparición. El tour Next Stage se planeó para otoño e invierno. Increíblemente sonaba como si, tras mucha incertidumbre, la banda pudiera entrar en el milenio recargada, fresca y con mucho más entusiasmo que nunca antes.
El primer show de Bruce fue un poco nervioso pero su popularidad y aceptación sería completa durante los conciertos del corto Next Stage. Guthro fue totalmente arrollado por el calor y el apoyo recibido por los fanes de Runrig. El álbum, In Search of Angles se publicó a primeros de marzo de 1999 y vio gustosamente el retorno de Runrig al sello Ridge Records en Reino Unido y copó el puesto 26 en las listas nacionales. El sencillo The Message se publicó una semana antes del álbum y aunque fue pinchado mucho fue relegado de las listas de sencillos porque el rejuvenecido sello Ridge Records no se había percatado que las reglas de la industria en cuanto al formato sencillo habían cambiado. Se habían incluido demasiadas caras-B.
El tour del álbum se inició con 2 noches en el Glasgow Royal Concert Hall antes de emprender el circuito habitual. El segundo sencillo Maymorning se hizo coincidir con las elecciones generales de l nuevo parlamento escocés el 6 de mayo y fue elegido por la televisión escocesa para ilustrar la cobertura informativa a dichas elecciones durante la campaña. El tour del álbum continuó durante todo el verano con una serie de conciertos al aire libre y festivales en Dinamarca y Alemania.
Por entonces el milenio que se avecinaba parecía estar exclusivamente en las mentes de la gente. La banda parecía ser el candidato natural como amenizador de Hogmanay. Se consideraron muchas ofertas pero esta parecía ser la más apropiada de la audiencia de Inverness, capital de las Highland.
Enero vio a la banda tocar por primera vez en el ya prestigioso festival de Folk Celtic Connection. El show fue todo un éxito y fue grabado en vivo para publicarse en un CD: Live at Celtic Connection. Esta, junto con la publicación de un vídeo directo en Bonn, dio a muchos fanes la ocasión de ver a Bruce con la banda en vivo y la oportunidad de ver y oír el nuevo sonido del grupo. Para entonces la nueva era de Bruce en Runrig ya se había establecido firmemente y la era previa se pudo evocar en diciembre con la publicación de Flower of the West, The Runrig Songbook: una completa colección de todas las canciones de Calum y Rory que habían aparecido en los álbumes de Runrig en los anteriores 25 años.
El camino estaba libre para la próxima grabación: el disco número 16, 9.º en estudio. Puesto que Bruce había arribado a la mitad de la grabación del disco anterior, Angels, era bueno comenzar un proyecto desde el principio. The Stamping Ground, era un retorno a las raíces, un toque tradicional, reafirmando que la banda siempre intentaba tomar caminos musicales contemporáneos y que pudiera entrar en la radio del siglo XXI.
El proceso comenzó con una sesión de tambores étnicos en Ca.Va., en Glasgow seguido de una quincena de reclusión en los estudios Lundgaard, en Dinamarca, volviendo de nuevo a los estudios madre en Escocia en los siguientes meses.
Rompiendo el carácter del grupo aceptaron la entrada desde Brasil del fusionista céltico Paul Mounsey, y con el trabajo de producción del ingeniero de sonido danés Kristian Gislason. El álbum fue publicado en la primavera del 2001 con un éxito improcedente entre sus fanes; para la opinión de muchos, el mejor álbum de Runrig hecho nunca.
Fue aquí que la banda dio otra vuelta de tuerca en lo personal resultado de una nueva incursión en la Política. El teclista Peter Wishart, se presentó como candidato por el Partido Nacional Escocés por North Tayside en las Elecciones Generales. Tuvo éxito y dejó la banda una vez más enredada en audiciones para sustituirle. Afortunadamente no fue tan traumático en esta ocasión. Un joven y avezado músico llamado Brian Hurren fue descubierto justo al término de su graduación en la Perth Music College. 
El tour de Stamping Ground se inició con 2 noches en el marco de la Isla de Skye y continuó por 6 semanas. En Alemania la banda tocó en el legendario show televisivo Geld Oder Lieben atrayendo la que sin duda sería la más alta audiencia conseguida nunca por la banda ante 5 millones de espectadores. Como resultado de esta actuación, el tour alemán agotó todas sus entradas y el álbum alcanzó el puesto 20 en las listas alemanas.
De vuelta a Reino Unido, los sencillos Book of Golden Stories y Wall of China consiguieron más tiempo en la radio que cualquiera de sus anteriores grabaciones. A lo largo del verano el tour Stamping Ground continuó con varios festivales y volvió a Alemania en diciembre con el tour Whisky and Gluhwein Christmas donde se filmó un concierto en Colonia para la serie Rockpalast TV transmitido luego en televisión e Internet.
Con la nueva banda ganando confianza en vivo estaba claro que la nueva era de Runrig había evolucionado. Con la mente puesta en el 2003 y el 30 aniversario de la banda, se decidió entrar rápidamente en el estudio. Partiendo de la esencia del éxito de Stamping Ground con el ingeniero Kristian Gislason en el estudio Arhus, Dinamarca, comenzó el proceso en los inicios del 2002. Este iba a ser un pilar esencial y mucho se movía alrededor, máxime reconociendo los 30 años del grupo. Esto les remitió de nuevo a la influencia del músico brasileño Paul Monsey. Tras el éxito de Running to the Light, en Stamping Ground, Paul retornó para poner su sello en los arreglos y producción. Como parte del proyecto rearregló 2 canciones clásicas de la banda del Recovery de 1981.
Proterra se grabó en 12 estudios diferentes a lo largo del mundo entre el 2002 y la primavera del 2003. Una excitante anécdota durante el proceso de grabación sucedió cuando en febrero de 2003 les fue presentado a la banda un CD recuperado intacto del accidente de la misión espacial Columbia. La tragedia conmocionó a los componentes de Runrig ya que la astronauta Dr. Lauren Clark había sido durante mucho tiempo fan del grupo y había contribuido al diario de la misión puesto que ella había usado la canción Runnig to the Light para despertar a sus compañeros en el centro de control de Houston.
Fue el marido de Lauren quien se presentó a la banda con el CD enmarcado. Fue una emocionante experiencia que apartó a todos por un rato de la música. 
Con el aniversario del 2003 en puertas, todas las esferas se concentraban en dos pilares: la publicación de Proterra y el concierto aniversario en la explanada del Castillo de Stirling, antes de finales de agosto. A lo largo de todo el circuito de festivales veraniegos la banda tocó un gran número de canciones antiguas: todo llevaba a Stirling. Iba a ser la más grande ocasión con significado personal para todo aquel involucrado en la marcha del grupo. Concierto que se grabaría en un nuevo disco Day of Days, junto con un vídeo que se publicarían conjuntamente. Último disco por el momento.

## Discografía parcial
- Play Gaelic (1978)
- Highland Connection (1979)
- Recovery (1981)
- Heartland (1985)
- The Cutter and the Clan (1987)
- Once in a Lifetime (1988)
- Searchlight (1989)
- The Big Wheel (1991)
- Amazing Things (1993)
- Transmitting Live (1994)
- Mara (1995)
- Long Distance..Best of (1996)
- Beat the Drum (1998)
- In Search of Angels (1999)
- Live at Celtic Connections (2000)
- The Stamping Ground (2001)
- Proterra (2003)
- Day of Days - Live - the 30th anniversary concert at Stirling Castle (2004) (también en DVD)
- Everything you see (2007)